# Sophira vittata
Sophira vittata är en tvåvingeart som först beskrevs av Hardy 1973.  Sophira vittata ingår i släktet Sophira och familjen borrflugor. Inga underarter finns listade i Catalogue of Life.